# Eggthér
A la mitologia nòrdica Eggthér és un gegant que és descrit assegut en un túmul tocant alegrement l'arpa mentre el gall vermell Fjalar comença a cantar, anunciant el començament del Ragnarök.
D'acord amb l'estrofa 42 del poema Völuspá de l'Edda poètica:
"S'assegué al túmul, | i puntejà la seva arpa,
l'alegre Eggthér | el vigilant dels gegants,
un gall cantà a Galgvid
aquest gall jove, vermell brillant que s'anomena Fjalar"

— Völuspá, estrofa 42, Edda poètica

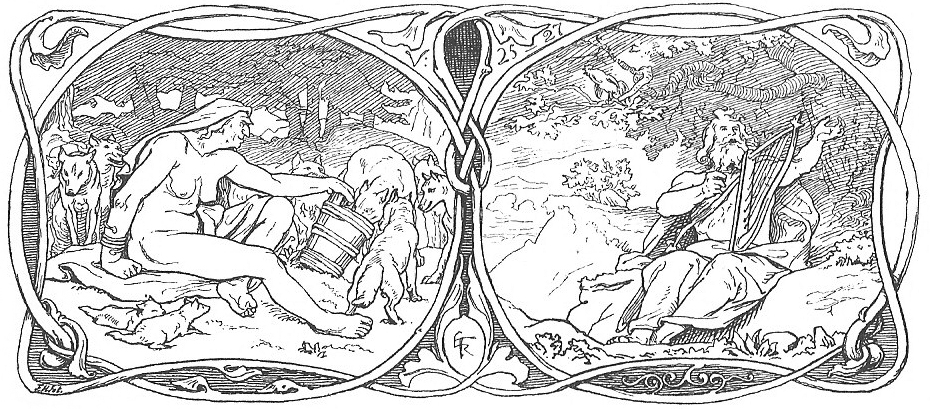
Il·lustració per a la part corresponent a Völuspá de la traducció danesa de Karl Gjellerup dels Edda (Den ældre Eddas Gudesange, 1895): una geganta alimentant llops, i Eggthér tocant l'arpa mentre el gall Fjalar anuncia el començament del Ragnarök.

La identitat del gegant és desconeguda, però d'acord amb John Lindow pot ser el mateix que és descrit a l'estrofa 40 del mateix poema, que vivia al bosc de Járnviðr i engendrà els bastards de Fenrir (que freqüentment és identificat amb Angrboda). També assenyala que el nom d'Eggthér és idèntic al d'Ecgþeow, el pare de Beowulf del poema èpic anglosaxó. Tanmateix, coincideix amb Andy Orchard, qui proposa al seu Dictionary of Norse Myth and Legend que aquest paral·lel sembla només un element de distracció de la trama principal.